# Portretul ecvestru al Elisabetei a Franței
Portretul ecvestru al Elisabetei a Franței este o pictură realizată în ulei pe pânză de către artistul spaniol Diego Velázquez în 1635. Este un portret ecvestru al Elisabetei a Franței, expus inițial în Sala Regatelor din Palatul Buen Retiro din Madrid, iar acum se află expus la Muzeul Prado.

## Istoria lucrării
Velázquez a fost însărcinat să picteze o serie de cinci portrete ecvestre ale familiei regale, al lui Filip al III-lea, al soției sale, regina Margareta, al lui Filip al IV-lea, al soției sale Elisabeta a Franței și al fiul lor Baltasar Carlos. Acesta din urmă era mai mic decât cele ale celorlalți membri ai familiei, deoarece era destinată să fie agățat pe o ușă și, prin urmare, privită dintr-o perspectivă mai de jos.

## Descrierea lucrării
Regina este înfățișată în profil, purtând un sacou cu stele brodate și o fustă brodată cu aur, cu stema și cu inițialele sale. Calul este înfățișat „en passant”, cu o coamă lungă care îi cade peste față; este orientat spre stânga pentru a oferi o simetrie cu portretul soțului Elisabeta, în care calul este prezentat orientat spre dreapta.